# Sitterichbach
Der Sitterichbach ist ein etwas unter drei Kilometer langer Bach des Murrhardter Waldes weit überwiegend im Gebiet der Kleinstadt Murrhardt im baden-württembergischen Rems-Murr-Kreis, der nach nördlichem Lauf knapp einen Kilometer nördlich des Murrhardter Weilers Hinterwestermurr von rechts in die obere Murr mündet. Manchmal wird sein letztes Laufdrittel ab Hinterwestermurr als Gießbach bezeichnet.

## Name
Der Gesamtstrang des Baches („Gewässer-Hauptname“) wird auf der aktuellen amtlichen Gewässerkarte als Gießbach bezeichnet, so wie der Unterlauf nach dem größten Zufluss unmittelbar nach Hinterwestermurr, während der doppelte so lange Laufabschnitt bis dorthin als Sitterichbach bezeichnet wird (jeweils „Lokaler Gewässername“). Auf der aktuellen topographische Karte trägt der unterste Lauf wie auch der Oberlauf etwas vor und bei Hinterwestermurr die Beschriftung Sitterichbach. Auf einem älteren Messtischblatt ist sogar nur der Unterlauf nach der Schloßhöfer Sägmühle mit Sitterichb. beschriftet und der längere Oberlauf – trotz ausreichenden Platzes dort für eine Beschriftung – gar nicht.
Beide Bezeichnungen scheinen durch die Namen berührter Gewanne motiviert, denn etwas vor Hinterwestermurr durchläuft der Bach ein Wiesengewann Sitterich und der unterste Lauf liegt im Waldgewann Gieß.

## Geographie

### Verlauf
Der Sitterichbach entsteht auf 537 m ü. NHN ganz oben an der Unterjura-Stufenkante eines Bergrücken-Ausläufers des Welzheimer Waldes in den Murrhardter Wald herüber, auf dessen Kamm eine Nebenstraße läuft, die den Südostschlenker der L 1120 von nahe Murrhardt-Fornsbach nach Althütte abkürzt. Der Bach entspringt an der Nordwestseite dieser Straße unweit dem Kaisersbacher Weiler Rotenmad auf der Gegenseite. Er läuft mehr oder weniger schlängelig zumeist in nördlicher bis nordnordöstlicher Richtung. Zunächst fließt er steil den bewaldeten Stufenhang etwa auf der Gemeindegrenze von Althütte zu Murrhardt herab, nimmt dann nach etwa 400 Metern und über 50 Höhenmeter tiefer von links einen etwas kürzeren Waldbach auf und tritt dort am Beginn der offenen Talflur ins Murrhardter Stadtgebiet über.
Auf dem folgenden Abschnitt ist der linke Unterhang, oft nicht ganz bis ans Ufer herab, von Wiesen bedeckt, während auf der anderen Seite weiterhin Wald bis hinauf zur rechten Wasserscheide steht. Von dieser herab läuft ihm ein halbes Dutzend bis 0,7 km langer Seitenbäche aus Klingen zu, die sich teilweise nach oben hin gabeln, während von links her nur zwei recht kurze Abflüsse von teilweise zur Wasserversorgung gefassten Quellen am Unterhang den Bach speisen. Etwa einen Kilometer nach der ersten Wiese am Lauf erreicht der Bach den Südrand des Murrhardter Weilers Hinterwestermurr, der linksseits auf dem niedrigen Mündungssporn des längsten Zuflusses aus dem Wald Hirschlecke erbaut ist. Am Nordrand des Ortes vorbei läuft die K 1802, jenseits der Straße mündet der genannte Nebenbach, nachdem er noch einen Teich durchlaufen hat, auf dem Gelände des kleinen Freibades von Hinterwestermurr.
Einen Viertelkilometer weiter steht die Schloßhöfer Sägmühle rechts am Lauf, nach welcher der Bach wieder in ein geschlossenes Waldgebiet nun des Namens Gieß eintritt, das rechtsseits bis auf die Berghöhe, linksseits nur bis an den Mittelhang reicht. Danach mündet der Bach im Bereich eines Teiches auf der Gegenseite von rechts in die oberste Murr, weniger als hundert Meter nach dem Zufluss des Taubenbachs von deren anderer Seite.
Der Sitterichbach, zuletzt von manchen Gießbach genannt, mündet nach einem 2,8 km langen Lauf mit mittlerem Sohlgefälle von rund 57 ‰ etwa 158 Höhenmeter unterhalb seines Ursprungs.

### Einzugsgebiet
Der Sitterichbach hat ein 2,4 km² großes Einzugsgebiet, das naturräumlich gesehen im Unterraum Murrhardter Wald der Schwäbisch-Fränkischen Waldberge liegt. Sein höchster Punkt liegt auf einer etwas über 555 m ü. NHN hohen Waldkuppe ganz im Südsüdwesten, von wo es sich etwa 2,5 km weit nordnordöstlich bis zur Mündung erstreckt; quer dazu ist es bis etwas unter 1,5 km breit. Es setzt sich jeweils etwa zur Hälfte aus Wald- und offenen Flurflächen zusammen, in letzteren dominieren die Wiesen gegenüber den Äckern, die meist auf den Randhöhen liegen.
Reihum grenzt es an die Einzugsgebiete der folgenden Nachbargewässer:
- Im Westen fließt der Gruppenbach zum Fautsbachs, dem vorigen rechten Zufluss der Murr;
- im Ostnordosten zieht der Klettenbach als nächster rechter Zufluss zur Murr;
- im Osten grenzt kurz das Quellgebiet des Otterbachs an, der weiter abwärts ebenfalls die Murr speist;
- im Südosten liegt das Quellgebiet der Wieslauf, deren Abfluss über die Rems vor der Murr den Neckar erreicht;
- im Südwesten entspringt der Steinbach, der über den Strümpfelbach in die Wieslauf entwässert.

Am Gesamtlauf liegen der Weiler Hinterwestermurr links kurz vor dem Beginn des auch Gießbach genannten Unterlaufs, danach rechts am Gießbach der Wohnplatz Schloßhöfer Sägmühle. Daneben liegt der Weiler Schloßhof an der östlichen Wasserscheide, wie die zwei vorgenannten gehört er zu Murrhardt. Außen grenzt an die südöstliche Wasserscheide der Hof Rotenmad der Gemeinde Kaisersbach.
Weniger als 10 % des dort völlig bewaldeten Einzugsgebiets im Südwesten mit der Quelle des Sitterichbachs darin gehören zur Gemeinde Althütte, ein schmaler Streifen von weniger als 2 % davon am Südostrand zur Gemeinde Kaisersbach, das übrige Gebiet liegt in einer Gemarkungsexklave des Murrhardter Stadtteils Fornsbach.

### Zuflüsse und Seen
Liste der Zuflüsse und  Seen von der Quelle zur Mündung. Gewässerlänge, Seefläche, Einzugsgebiet und Höhe nach den entsprechenden Layern auf der Onlinekarte der LUBW. Andere Quellen für die Angaben sind vermerkt.
Auswahl.
Quelle des Sitterichbachs auf etwa 537 m ü. NHN bei Kaisersbach-Rotenmad. Der Bach fließt durchwegs etwa nordwärts.
- (Waldbach aus dem Ochsenhau), von links und Westen auf etwa 483 m ü. NHN am Beginn der links offenen Talflur, über 0,3 km[LUBW 8] und unter 0,2 km². Entsteht auf etwa 519 m ü. NHN und zieht der Gemeindegrenze von Kaisersbach zu Murrhardt entlang.
- (Waldbach aus dem Gehrn), von rechts und Südosten auf etwa 458 m ü. NHN, ca. 0,5 km[LUBW 8] und ca. 0,1 km². Entsteht auf bis etwa 533 m ü. NHN am Nordwesthang des Gehrn.
- (Waldbach aus dem Gehrn), von rechts und Ostsüdosten auf etwa 453 m ü. NHN, 0,5 km und ca. 0,1 km². Entsteht auf etwa 533 m ü. NHN am Nordnordwesthang des Gehrn.
- Gehrnbach, von rechts und Ostsüdosten auf unter 450 m ü. NHN, 0,6 km und ca. 0,2 km². Entsteht auf etwa 507 m ü. NHN am Nordhang des Oberen Waldes und mündet aus dem Gehrn.
- (Waldbach aus dem Oberen Wald), von rechts und Ostsüdosten auf über 440 m ü. NHN gegenüber dem oberen Ortsende von Murrhardt-Hinterwestermurr, 0,7 km und ca. 0,2 km². Entspringt auf etwa 500 m ü. NHN im Oberen Wald etwas unterhalb der L 1120.
- (Bach aus der Hirschlecke), von links und Südwesten auf etwa 436 m ü. NHN am unteren Ortsende von Hinterwestermurr, 1,2 km und ca. 0,5 km². Entsteht auf etwa 490 m ü. NHN.
  -  Durchfließt auf etwa 437 m ü. NHN einen Teich am unteren Ortsende von Hinterwestermurr, 0,1 ha.
Der Bach aus der Hirschlecke fließt danach verdolt seine letzten etwas über 50 Meter unter der Liegewiese des kleinen Freibades von Hinterwestermurr hindurch bis zur Mündung in den Sitterichbach, der abwärts davon dann zuweilen Gießbach genannt wird.

Mündung des Sitterichbachs von rechts und Südsüdwesten auf 379,5 m ü. NHN und etwa 0,9 km nordnordöstlich von Murrhardt-Hinterwestermurr und etwa 0,7 km südöstlich von Murrhardt-Käsbach in die oberste Murr. Der Bach ist 2,8 km lang, wovon 0,9 km auf den zuweilen Gießbach genannten Unterlaufabschnitt unterhalb von Hinterwestermurr entfallen, und er hat ein 2,4 km² großes Einzugsgebiet.

## Geologie
Die höchste mesozoische Schicht im Einzugsgebiet ist der Schwarzjura, der ganz im Süden auf der Stufenkante zu einem schmalen, sich aus Richtung Kaisersbach herziehenden und vom WIeslauf-Einzugsgebiet trennenden Bergrücken liegt. Der Bach selbst entsteht jedoch etwas darunter im Knollenmergel (Trossingen-Formation) und wechselt bald in den Stubensandstein (Löwenstein-Formation), in dessen Schichthöhe er auf dem längsten Teil seines Laufes bis etwa zur Schloßhöfer Sägmühle verbleibt. Danach durchteuft er in seiner Unterlaufklinge schnell die Oberen Bunten Mergel (Mainhardt-Formation), läuft länger im Kieselsandstein (Hassberge-Formation) und gräbt sich sehr mündungsnah zuletzt noch in die Unteren Bunten Mergel (Steigerwald-Formation).
Am flacheren Mittellauf begleitet den Bach ein Streifen holozäner Auensedimente, ein solcher setzt auch kurz vor der Mündung wieder ein.
Oben in einer der Oberlaufklingen des zufließenden Gehrnbachs legt sich im Stubensandstein eine als Geotop ausgewiesene Felswand mit darunter einer Hohlkehle hufeisenförmig um die Talkerbe, auf deren Grund davor große abgestürzte Sandsteinbrocken liegen.

## Natur und Schutzgebiete
Der Sitterichbach ist ab dem Beginn der offenen Talflur ein bis drei Meter breit und zieht dort mit leichten Mäandern zwischen Prall- und Gleithängen recht flach auf Hinterwestermurr zu. Das Sediment auf dem Grund bilden Sand und Steine. Am manchen Stellen fällt der Bach über kleine Felsstufen herab. Die auf diesem Abschnitt von rechts zufließenden kleineren Bäche laufen in steilen Klingen herab, die sich teilweise bergwärts gabeln. In der Wiesenflur links des Laufes gibt es einige Feuchtgebiete.
Auch den Lauf des aus der Hirschlecke zufließenden Bach begleiten in der offenen Flur kleine Feuchtgebiete und wenig nach dessen Zulauf liegt auf dem noch offenen rechten Unterhang des Sitterichbachtals ein kleiner Sumpf in einer Viehweide. Nach der Schloßhöfer Sägmühle tritt der hinfort zwei bis fünf Meter breite Bach wieder in eine zunächst recht steile Waldklinge ein, weiter abwärts fließt er wieder flacher, fällt aber mehrfach über kleine Absätze herab und stürzt auch über eine zwei Meter hohe Felsstufe herunter.
Die schon unter → Geologie erwähnte Oberlaufklinge des Gehrnbachs ist als Naturdenkmal ausgewiesen. Für das Einzugsgebiet der Quellfassungen am linken Wiesenhang vor Hinterwestermurr ist ein kleines Wasserschutzgebiet eingerichtet, ein weiteres rechts des Unterlaufs um den Schloßhof, zwei andere dort erstrecken sich bis jenseits der Wasserscheide.
Das gesamte Einzugsgebiet gehört zum Naturpark Schwäbisch-Fränkischer Wald, abzüglich allein der Ortslagen von Hinterwestermurr und Schloßhof zum Landschaftsschutzgebiet Gebiete um die Murrquellflüsse.

### LUBW
Amtliche Online-Gewässerkarte mit passendem Ausschnitt und den hier benutzten Layern: Lauf und Einzugsgebiet des Sitterichbachs

Allgemeiner Einstieg ohne Voreinstellungen und Layer: Daten- und Kartendienst der Landesanstalt für Umwelt Baden-Württemberg (LUBW) (Hinweise)
1. 1 2 3  Höhe nach dem Höhenlinienbild auf dem Hintergrundlayer Topographische Karte.
2. 1 2  Höhe nach grauer Beschriftung auf dem Hintergrundlayer Topographische Karte.
3. 1 2  Länge nach dem Layer Gewässernetz (AWGN).
4. 1 2  Einzugsgebiet nach dem Layer Basiseinzugsgebiet (AWGN).
5. ↑  Zur Benennung siehe den Layer Gewässername, den Layer Topographische Karte sowie das Messtischblatt 7023 Murrhardt von 1903 in der Deutschen Fotothek.
6. ↑  Seefläche nach dem Layer Stehende Gewässer.
7. ↑  Einzugsgebiet abgemessen auf dem Hintergrundlayer Topographische Karte.
8. 1 2 3 4  Länge abgemessen auf dem Hintergrundlayer Topographische Karte.
9. ↑  Geotop nach dem einschlägigen Layer.
10. ↑  Schutzgebiete nach den einschlägigen Layern, Natur teilweise nach dem Layer Biotop.

### Andere Belege
1. ↑  Hansjörg Dongus: Geographische Landesaufnahme: Die naturräumlichen Einheiten auf Blatt 171 Göppingen. Bundesanstalt für Landeskunde, Bad Godesberg 1961. → Online-Karte (PDF; 4,3 MB)
2. ↑  Geologie nach den Layern zu Geologische Karte 1:50.000 auf: Mapserver des Landesamtes für Geologie, Rohstoffe und Bergbau (LGRB) (Hinweise). Ein ähnliches Bild bietet die geologische Karte des Naturparks Schwäbisch-Fränkischer Wald 1:50.000, herausgegeben vom Landesamt für Geologie, Rohstoffe und Bergbau Baden-Württemberg, Freiburg i. Br. 2001.